# سیارک ۲۴۱۳۴
سیارک ۲۴۱۳۴ (به انگلیسی: 24134 Cliffordkim، نامگذاری:1999VD70) بیست و چهار هزار و صد و سی و چهارمین سیارک کشف شده‌است که در ۴ نوامبر ۱۹۹۹ کشف شد.
قدر مطلق سیارک برابر ۹.۸ است.